# 데이비드 크리스털
데이비드 크리스털(영어: David Crystal, OBE, 1941년 7월 6일 ~ )은 영국의 언어학자이다. 저서로 《언어의 죽음》, 《왜 영어가 세계어인가》 등이 있다.

## 서훈
- 1995년 대영 제국 훈장 4등급(OBE) 수훈[1]